# Sphaerocardamum nesliiforme
Sphaerocardamum nesliiforme là một loài thực vật có hoa trong họ Cải. Loài này được Schauer miêu tả khoa học đầu tiên năm 1847.